# Mustapha Aarab
Mustapha Aarab (* 19. Januar 2004 in Agadir) ist ein schwedischer Schauspieler marokkanischer Abstammung.

## Leben und Karriere
Aarab wurde in Agadir geboren. Im Alter von 17 Jahren zog er mit seiner Mutter nach Schweden. Seine erste Rolle hatte er 2019 in der Serie Björnstad. Sein Durchbruch gelang ihm 2021 mit der Hauptrolle in dem Film Winterbucht. Für diese Leistung wurde er für den schwedischen Guldbagge-Filmpreis als bester Hauptdarsteller nominiert. Außerdem trat er in zwei Folgen in Heder auf. 2023 bekam Aarab in Forever eine Hauptrolle.
Aarab spricht fließend Schwedisch und Arabisch.

## Filmografie
- 2020: Björnstad (Fernsehserie, 4 Episoden)
- 2021: Winterbucht (Vinterviken)
- 2022: Josef (Kurzfilm)
- 2022: Heder (Fernsehserie, 2 Episoden)
- 2023: Forever
- 2024: Parkerad (Kurzfilm)